# Доран AR.1/2
Доран AR.1/2 је француски борбени једномоторни, двокрилни, двоседи, извиђачки авион са два члана посаде (пилот и извиђач) коришћен у Првом светском рату и непосредно после њега.

## Пројектовање и развој
Рад на пројекту авиона Доран AR.1 је почео 1915. године и пројектовао га је француски капетан Жорж Лепер. Авион је пројектован као извиђач и требао је да замени двоседе извиђаче Фарман F 40. Као узор у овом пројекту послужио је авион Доран DO.1 из 1914. године. Авион је пројектован и израђен у фирми СТА (Section Technique de l'Aéronautique). 
Пробни лет је обављен септембра месеца 1916. године и након краћег испитивања одобрена је серијска производња. У оперативну службу је уведен априла месеца 1917. године. У току производње вршена су побољшања која су се углавном огледала у повећању снаге  мотора. Из оперативне, борбене службе га је потиснуо бољи авион Бреге 14 али је после тога годинама служио за обуку пилота.

## Технички опис
Труп му је правоугаоног попречног пресека а носећа конструкција је дрвена, предњи део, у коме је био смештен мотор је био обложен алуминијумским лимом, на коме су се налазили отвори за излазак топлог ваздуха из моторског простора, а репни део трупа пресвучен платном. У трупу су била два седишта постављена у тандем редоследу (једно иза другог). Пилот је седео на првој позицији у отвореном кокпиту и био је заштићен малим ветробранским стаклом. Труп авиона се налазио између доњег и горњег крила не додирујући ни једно од њих. Веза трупа и крила је остварена преко упорница и челичне конструкције која је повезивла труп, крило и стајни трап.
Авион је имао водом хлађеним линијским мотором са V распоредом цилиндара, Рено (Renault 8Gd)  снаге 190 KS (140 kW). Хладњак за воду се налазио испред мотора, мада се код неких авиона овог типа хладњак налазио испод мотора. На вратилу мотора је била причвршћена двокрака, вучна, дрвена елиса, фиксног корака.
Крила су била дрвене конструкције пресвучена импрегнираним платном релативно танког профила. Крилца за управљање авионом су се налазила само на горњим крилима. Крила су између себе била повезана са шест пари упорница. Затезачи су били од клавирске челичне жице. Крила су имала облик једнокраког трапеза. Спојеви предњих и задњих са бочним ивица крила су полукружно изведени. Доње крило је у односу на горње било померено ка кљуну авиона. Репна крила и вертикално кормило правца су била коплетно покретљива. Конструкција репних крила и кормило правца су били направљени од дрвета пресвучени платном. 
Стајни орган је био класичан фиксан са осовином, а на репном делу се налазила еластична дрвена дрљача.
Стајни орган је био класичан фиксан са осовином, а на репном делу се налазила еластична дрвена дрљача.

### Варијанте авиона Доран AR.1/2
- AR.1 A2 160 - прва производна верзија са мотором Renault 8Gd снаге 160 KS,
- AR.1 A2 200 - производна верзија са мотором Renault 8Gd снаге 200 KS (149 kW),
- AR.1 A2 190 - производна верзија са мотором Renault 8Gd снаге 190 KS,
- ARL.1 А2 - AR.1 модификован са мотором Лорен-Дитрих снаге 240 KS
- AR.2 А2 - друга производна верзија са мотором Renault 8Gе снаге 190 KS,
- ARL.2 А2 - AR.2 модификован са мотором Лорен-Дитрих снаге 240 KS.

## Оперативно коришћење
У току Првог светског рата користило га је француско ваздухопловство, америчке експедиционе снаге у Европи, српска и грчка авијатика на Солунском фронту. Иако у европским размерама авион није одиграо запажену улогу, на Солунском фронту и Српској авијатици ови авиони су били у правом смислу "радни коњи“.

### Коришћење авиона Доран AR.1 и AR.2 у Србији и Краљевини Југославији
Авиони Доранд су почели да пристижу на Солунски фронт у другој половини 1917. године да би заменили дотрајале авионе Фарман F 40. Ови авиони су преузели комплетне извиђачко бомбардерске задатке на овом фронту и то је трајало све до укључивања авиона Бреге 14. Пред сам пробој Солунског фронта у Српској авијатици је било 18 авиона Доран AR.1 А2 и Доран AR.2 А2 а у француским ескадрилама још 8 примерака. На крају рата преживело је 13 авиона овог типа који су укључени у Војно ваздухопловство Краљевине Срба, Хрвата и Слованаца (ВВКСХС). После рата ови авиони су углавном служили за споредне задатке и обуку пилота.

## Земље које су користиле овај авион
- Француска
- Пољска
- Краљевина Грчка
- Краљевина Србија
- САД